# Флаг Федерального округа Бразилии
Флаг Федерального округа Бразилии представляет собой прямоугольное полотнище белого цвета, в центре изображён зелёный квадрат, внутри которого находится крест жёлтого цвета.

## История
Флаг Федерального округа был разработан поэтом Гильерми ди Алмейдой и учреждён 25 августа 1969 года. Официально поднят 7 сентября 1969 года.

## Символика
Белый цвет олицетворяет мир, зелёный — леса региона. Крест символизирует индейское наследие и силу, исходящую из центра во всех направлениях.